# Ida Dwinger
Ida Dwinger (født 6. marts 1957) er en dansk skuespillerinde, uddannet fra Odense Teaters elevskole i 1984.

## Filmografi
- Sort høst (1993)
- Kærlighed ved første desperate blik (1994)
- Sekten (1997)
- At kende sandheden (2002)
- Elsker dig for evigt (2002)
- Min søsters børn i sneen (2002)
- Se til venstre, der er en Svensker (2003)
- Anja efter Viktor (2003)
- Reconstruction (2003)
- Fluerne på væggen (2005)
- Allegro (2005)
- Efter brylluppet (2006)
- Hjemve (2007)
- Fighter (2007)
- Kærestesorger (2009)
- The Association of Joy (2013, kortfilm)

### Tv-serier
- Skjulte spor, afsnit 9 (2000) – Iben
- Hotellet, afsnit 8 (2000) – Karen
- Klovn, afsnit 10 (2005) – Bøgetræskvinde
- Krøniken, afsnit 3, 5, 19 (2004-2006) – Lily Thomsen
- Sommer, afsnit 1-10 (2008) – Ulla
- Dicte, (2013 - 2016) - Anna Svendsen (Dictes mor)